# Majmeča
Majmeča (rusky Маймеча) je řeka v Evenckém a v Tajmyrském rajónu v Krasnojarském kraji v Rusku. Je 650 km dlouhá. Povodí má rozlohu 26 500 km². Je známá také pod jménem Medvežja (rusky Медвежья).

## Průběh toku
Na horním toku teče v úzké dolině a protéká řadou mělkých jezer. Na středním toku se dolina rozšiřuje, ale její úbočí zůstávají prudké. Na dolním toku teče přes Severosibiřskou nížinu. Ústí zprava do Chety (povodí Chatangy).

## Vodní stav
Zdrojem vody jsou sněhové a dešťové srážky. Průměrný průtok vody činí přibližně 285 m³/s. Na jaře od konce května do konce června dosahuje nejvyšších vodních stavů. V létě dochází k povodním. Od září do května je hladina vody v řece velmi nízká.